# Beaulieu (Calvados)
Beaulieu ist eine ehemalige französische Gemeinde mit 190 Einwohnern (Stand 1. Januar 2022), den Belliloquois, im Département Calvados in der Region Normandie.
Am 1. Januar 2016 wurde Beaulieu im Zuge einer Gebietsreform zusammen mit 19 benachbarten Gemeinden, die wie Beaulieu alle dem aufgelösten Gemeindeverband Bény-Bocage angehörten, als Ortsteil in die neue Gemeinde Souleuvre en Bocage eingegliedert.

## Geografie
Beaulieu liegt rund 10 Kilometer nordnordöstlich von Vire-Normandie.

## Bevölkerungsentwicklung
| Jahr                             | 1793 | 1836 | 1876 | 1926 | 1946 | 1975 | 1990 | 2013 |
| Einwohner                        | 182  | 230  | 206  | 141  | 127  | 116  | 150  | 188  |
| Quelle: Cassini, EHESS und INSEE |      |      |      |      |      |      |      |      |

## Sehenswürdigkeiten
- Kirche Notre-Dame